# Сусьник
Сусьник (пол. Suśnik, нім. Sußnick) — село в Польщі, у гміні Корше Кентшинського повіту Вармінсько-Мазурського воєводства.
Населення — 117 осіб (2011).
У 1975-1998 роках село належало до Ольштинського воєводства.

## Демографія
Демографічна структура станом на 31 березня 2011 року:
|          | Загалом | Допрацездатний вік | Працездатний вік | Постпрацездатний вік |
| -------- | ------- | ------------------ | ---------------- | -------------------- |
| Чоловіки | 60      | 13                 | 40               | 7                    |
| Жінки    | 57      | 12                 | 28               | 17                   |
| Разом    | 117     | 25                 | 68               | 24                   |